# Lauzet B
Le lauzet B est un cépage originaire du sud-ouest de la France. 

## Origine et répartition
Il appartient à la famille des Cotoïdes avec un caractère des cépages pyrénéens, le long lobe médian. 
Il n'est présent que dans le vignoble béarnais, dans les AOC Jurançon et Béarn. Il a bien failli disparaître, passant de 19 hectares en 1958 à 1 seul ha en 1979. Fort heureusement pour la diversité génétique, quelques plantations ont eu lieu pour représenter 4 hectares en 1994.

## Étymologie et synonymie
Lauzet a la même racine que lauze, l'ardoise utilisée pour la couverture des toits. Le synonyme saoubetou a la même origine que servadou, de l'occitan servar, conserver, probablement grâce à sa faible sensibilité à la pourriture grise.

## Caractères ampélographiques
- Bourgeonnement cotonneux blanc
- Jeunes feuilles duveteuses à dessous cotonneux jaunâtre
- Feuilles adultes petites à moyennes à 5 ou 7 lobes, avec un sinus pétiolaire à fond parfois limité par la nervure près du point pétiolairre, des sinus latéraux profonds ouverts à fond en U, des dents courtes, un limbe révoluté
- Grappes petites et baies arrondies très petites

## Aptitudes
- culturales: Cépage vigoureux conduit en taille longue.
- Sensibilité: Cépage un peu sensible à la pourriture grise.
- Technologiques: Il donne des vins secs assez riches en alcool avec une bonne acidité et des arômes fruités et épicés.

## Génétique
Trois clones, les numéros 73, 86 et 896, ont été agréés mais ils sont très peu multipliés. Une collection issue de prospection dans le vignoble de Jurançon préserve la variabilité génétique.